# Münstedt Kino Palast
Der Münstedt Kino Palast im Wiener Prater ging 1902 aus der 1877 von Gustav Münstedt gegründeten „Singspielhalle“ hervor. Das Kino zählte zu den ersten Kinos in Wien, respektive in Österreich-Ungarn, und bot Platz für 600 Personen.

## Geschichte
Gustav Münstedt übernahm in den 1870er-Jahren die Praterhütte Nr. 142, um zunächst ein Hippodrom und ab 1877 eine Vergnügungshalle zu betreiben, wo Akrobaten, Volkssänger, Tierbändiger und kleinwüchsige Menschen auftraten. „Lebende Bilder“ wurden erstmals im Jahre 1900 gezeigt.
Der Direktor der Singspielhalle Gustav Münstedt suchte 1902 um eine Konzession zur Eröffnung eines Kinos anstelle der Singspielhalle an, welche er auch erhielt. Das neue Gebäude sah neben einem kleinen Kinosaal auch Platz für Panoramen und ein Automatenbuffet vor. Die nun neobarocke Fassade des 1904 fertiggestellten Baus wurde wie einige andere der neuen Kinogebäude auch mit Zinkornamentik – feinem Figurenschmuck aus Zink – verziert. 1906 wurden die Filmvorführungen in den großen Saal verlegt und wenig später wurden die übrigen Attraktionen eingestellt. Im großen Saal verfügte das Kino über 502 Sitzplätze, um 1927 nur noch 468.
Gustav Münstedt leitete das Kino bis zu seinem Tod im Jahre 1933, danach führten es seine Erben, Nikolaus und André Marcell weiter. Die beiden waren kleinwüchsige Menschen und arbeiteten bis dahin für Münstedts mehrspartiges Unterhaltungsetablissement. 1945 wurde das Kino – wie alle anderen Praterkinos mit Ausnahme des Lustspieltheaters – bei alliierten Bombenangriffen zerstört. Es wurde jedoch an einem anderen Ort als einfaches kleines Kino ohne prunkvolle neobarocke Fassade erneut aufgebaut, um dann am 5. November 1984 endgültig geschlossen zu werden.